# Capnia lineata
Capnia lineata is een steenvlieg uit de familie Capniidae. De wetenschappelijke naam van de soort is voor het eerst geldig gepubliceerd in 1943 door Hanson.